# Клубний чемпіонат світу з футболу 2015
Клубний чемпіонат світу з футболу 2015 — футбольний турнір, який пройшов з 10 по 20 грудня 2015 року в Японії. 12-й розіграш Клубного чемпіонату світу з футболу — турніру, який проводить ФІФА між переможцями клубних турнірів кожної з 6 конфедерацій.  Перемогу втретє в своїй історії здобула «Барселона», а її гравець Луїс Суарес, який забив 5 з 6 голів команди, був визнаний найкращим гравцем та найкращим бомбардиром турніру. 

## Заявки на проведення турніру
2 країни подали заявки на проведення Клубних чемпіонатів світу 2015 і 2016 років (один і той же господар у обох турнірів):
- Індія (відкликала заявку в листопаді 2014 року)[3]
- Японія

23 квітня 2015 року Японія була офіційно названа місцем проведення турнірів.

## Пропоновані зміни у форматі
Представники ОФК запропонували новий формат турніру, за яким скасовувався плей-оф за вихід у чвертьфінал. Замість нього було запропоновано зробити дві групи з трьох команд, які б складалися з двох команд з приймаючої країни, а також представниками АФК, КАФ, КОНКАКАФ і ОФК. Переможці груп виходять до півфіналу, де грають проти представників КОНМЕБОЛ та УЄФА. Це дозволить всім командам грати принаймні, два матчі, уникаючи ніинішню ситуацію, де клуб, що програв в раунді плей-оф, грає тільки один матч на турнірі. Тим не менш турнір 2015 року пройде за стандартним форматом з семи команд.

## Склади
Кожна команда повинна мати склад з 23-х гравйів (три з яких мають бути воротарями)

## Учасники
| Команда                        | Конфедерація         | Кваліфікація                                 | Участь                                                   |
| Проходять у півфінал           | Проходять у півфінал | Проходять у півфінал                         | Проходять у півфінал                                     |
| ------------------------------ | -------------------- | -------------------------------------------- | -------------------------------------------------------- |
| Рівер Плейт                    | КОНМЕБОЛ             | Переможець Кубка Лібертадорес 2015           | 1-й раз                                                  |
| Барселона                      | УЄФА                 | Переможець Ліги чемпіонів УЄФА 2014/2015     | 4-ий раз (Попередні: 2006, 2009, 2011)                   |
| Проходять у чвертьфінал        |                      |                                              |                                                          |
| Гуанчжоу Евергранд             | АФК                  | Переможець Ліги чемпіонів АФК 2015           | 2-ий раз (Попередній: 2013)                              |
| ТП Мазембе                     | КАФ                  | Переможець Ліги чемпіонів КАФ 2015           | 3-ий раз (Попередні: 2009, 2010)                         |
| Америка                        | КОНКАКАФ             | Переможець Ліги чемпіонів КОНКАКАФ 2014/2015 | 2-ий раз (Попередній: 2006)                              |
| Плей-оф за вихід у чвертьфінал |                      |                                              |                                                          |
| Окленд Сіті                    | ОФК                  | Переможець Ліги чемпіонів ОФК 2014/2015      | 7-ий раз (Попередні: 2006, 2009, 2011, 2012, 2013, 2014) |
| Санфрече Хіросіма              | АФК1                 | Переможець Чемпіонату Японії по футболу 2015 | 2-ий раз (Попередній: 2012)                              |

Примітки
1: ↑  Якщо б переможцем Ліги чемпіонів АФК стала команда з Японії, то фіналіст Ліги чемпіонів АФК був би запрошений замість переможця Японської ліги.

## Арбітри
Арбітрами матчу були призначені:
| Конфедерація | Арбітр         | Асистенти                                    |
| ------------ | -------------- | -------------------------------------------- |
| АФК          | Аліреза Фагані | Реза Сохандан Мохаммадреза Мансурі           |
| КАФ          | Сіді Аліум     | Еваріст Менкуанде Elvis Guy Noupue Nguegoue  |
| КОНКАКАФ     | Хоель Агілар   | Хуан Франсіско Зумба Марвін Сезар Торрентера |
| CONMEBOL     | Вільмар Ролдан | Александер Гусман Крістіан Хайро де ла Крус  |
| ОФК          | Метью Конгер   | Саймон Лоунт Тевіта Макасіні                 |
| UEFA         | Йонас Ерікссон | Матіас Класеніус Даніель Варнмарк            |
| Господарі    | Рюдзі Сато     | Акане Ягі                                    |

## Стадіони
22 травня «Нагаї» (Осака) і «Ніссан» (Йокогама) були обрані як два стадіони, що будуть використовуватися в турнірі.
| Осака                                                                            | Осака Йокогама | Йокогама                                                                |
| -------------------------------------------------------------------------------- | -------------- | ----------------------------------------------------------------------- |
| Нагаї                                                                            | Осака Йокогама | Ніссан                                                                  |
| 34°36′50.83″ пн. ш. 135°31′6.42″ сх. д. / 34.6141194° пн. ш. 135.5184500° сх. д. | Осака Йокогама | 35°30′35″ пн. ш. 139°36′20″ сх. д. / 35.50972° пн. ш. 139.60556° сх. д. |
| Місткість: 47,816                                                                | Осака Йокогама | Місткість: 72,327                                                       |
|                                                                                  | Осака Йокогама |                                                                         |

## Матчі
|  | Плей-оф              | Плей-оф           |                      |         | Чвертьфінал       | Чвертьфінал       |                 |                 | Півфінал | Півфінал |  |  | Фінал                | Фінал                |
|  | 10 грудня — Йокогама |                   |                      |         |                   |                   |                 |                 |          |          |  |  |                      |                      |
|  | Санфрече             | 2                 |                      |         | 13 грудня — Осака | 13 грудня — Осака |                 |                 |          |          |  |  |                      |                      |
|  | Санфрече             | 2                 |                      |         | 13 грудня — Осака | 13 грудня — Осака |                 |                 |          |          |  |  |                      |                      |
|  | Окленд Сіті          | 0                 |                      |         | ТП Мазембе        | 0                 |                 |                 |          |          |  |  |                      |                      |
|  | Окленд Сіті          | 0                 | 16 грудня — Осака    |         | ТП Мазембе        | 0                 |                 |                 |          |          |  |  |                      |                      |
|  |                      |                   |                      |         | Санфрече          | 3                 |                 |                 |          |          |  |  |                      |                      |
|  | Санфрече Хіросіма    | 0                 |                      |         | Санфрече          | 3                 |                 |                 |          |          |  |  |                      |                      |
|  | Санфрече Хіросіма    | 0                 |                      |         |                   |                   |                 |                 |          |          |  |  |                      |                      |
|  |                      |                   | Рівер Плейт          | 1       |                   |                   |                 |                 |          |          |  |  |                      |                      |
|  |                      |                   | Рівер Плейт          | 1       |                   |                   |                 |                 |          |          |  |  |                      |                      |
|  |                      |                   | 20 грудня — Йокогама |         |                   |                   |                 |                 |          |          |  |  |                      |                      |
|  |                      |                   |                      |         |                   |                   |                 |                 |          |          |  |  |                      |                      |
|  | Рівер Плейт          | 0                 |                      |         |                   |                   |                 |                 |          |          |  |  |                      |                      |
|  | Рівер Плейт          | 0                 | 13 грудня — Осака    |         |                   |                   |                 |                 |          |          |  |  |                      |                      |
|  |                      | Барселона         | 3                    |         |                   |                   |                 |                 |          |          |  |  |                      |                      |
|  |                      |                   | 3                    | Америка | 1                 |                   |                 |                 |          |          |  |  |                      |                      |
|  | 17 грудня — Йокогама |                   |                      | Америка | 1                 |                   |                 |                 |          |          |  |  |                      |                      |
|  |                      | Гуанчжоу          | 2                    |         |                   |                   |                 |                 |          |          |  |  |                      |                      |
|  | Барселона            | Гуанчжоу          | 2                    | 3       |                   |                   |                 |                 |          |          |  |  |                      |                      |
|  | Барселона            | Матч за 5 місце   | Матч за 5 місце      | 3       |                   |                   | Матч за 3 місце | Матч за 3 місце |          |          |  |  |                      |                      |
|  |                      | Матч за 5 місце   | Матч за 5 місце      |         | Гуанчжоу          | 0                 | Матч за 3 місце | Матч за 3 місце |          |          |  |  |                      |                      |
|  | Америка              | 2                 | Санфрече             | 2       | Гуанчжоу          | 0                 |                 |                 |          |          |  |  |                      |                      |
|  | Америка              | 2                 | Санфрече             | 2       |                   |                   |                 |                 |          |          |  |  |                      |                      |
|  | ТП Мазембе           | 1                 | Гуанчжоу             | 1       |                   |                   |                 |                 |          |          |  |  |                      |                      |
|  | ТП Мазембе           | 1                 | Гуанчжоу             | 1       |                   |                   |                 |                 |          |          |  |  |                      |                      |
|  | 16 грудня — Осака    | 16 грудня — Осака |                      |         |                   |                   |                 |                 |          |          |  |  | 20 грудня — Йокогама | 20 грудня — Йокогама |

Час початку матчів подано за Японським стандартним часом (UTC+9).

### Плей-оф за вихід у чвертьфінал
| 10 грудня 2015 19:45 |

| Санфрече Хіросіма       | 2 — 0    | Окленд Сіті |
| ----------------------- | -------- | ----------- |
| Мінагава 9' Сіотані 70' | Протокол |             |

| Ніссан, Йокогама Глядачів: 19 421 Арбітр: Сіді Аліум |

### Чвертьфінали
| 13 грудня 2015 16:00 |

| Америка      | 1 — 2    | Гуанчжоу Евергранд          |
| ------------ | -------- | --------------------------- |
| Перальта 55' | Протокол | Чжен Лон 80' Паулінью 90+3' |

| Нагаї, Осака Глядачів: 18 772 Арбітр: Йонас Ерікссон |

| 13 грудня 2015 19:30 |

| ТП Мазембе | 0 — 3    | Санфрече Хіросіма              |
| ---------- | -------- | ------------------------------ |
|            | Протокол | Сіотані 44' Тіба 56' Асано 78' |

| Нагаї, Осака Глядачів: 23 609 Арбітр: Вільмар Ролдан |

### Матч за п'яте місце
| 16 грудня 2015 16:30 |

| Америка                   | 2 — 1    | ТП Мазембе |
| ------------------------- | -------- | ---------- |
| Бенедетто 19' Суньїга 28' | Протокол | Калаба 43' |

| Нагаї, Осака Глядачів: 11 686 Арбітр: Аліреза Фагані |

### Півфінали
| 16 грудня 2015 19:30 |

| Санфрече Хіросіма | 0 — 1    | Рівер Плейт |
| ----------------- | -------- | ----------- |
|                   | Протокол | Аларіо 72'  |

| Нагаї, Осака Глядачів: 20 133 Арбітр: Йонас Ерікссон |

| 17 грудня 2015 19:30 |

| Барселона                   | 3 — 0    | Гуанчжоу Евергранд |
| --------------------------- | -------- | ------------------ |
| Суарес 39', 50', 67' (пен.) | Протокол |                    |

| Ніссан, Йокогама Глядачів: 63 870 Арбітр: Хоель Агілар |

### Матч за третє місце
| 20 грудня 2015 |

| Санфрече Хіросіма | 2 — 1    | Гуанчжоу Евергранд |
| ----------------- | -------- | ------------------ |
| Дуглас 70', 83'   | Протокол | Паулінью 4'        |

| Ніссан, Йокогама Глядачів: 47 968 Арбітр: Метью Конгер |

### Фінал
| 20 грудня 2015 19:30 |

| Рівер Плейт | 0 — 3    | Барселона                 |
| ----------- | -------- | ------------------------- |
|             | Протокол | Мессі 36' Суарес 49', 68' |

| Ніссан, Йокогама Глядачів: 66 853 Арбітр: Аліреза Фагані |

## Бомбардири

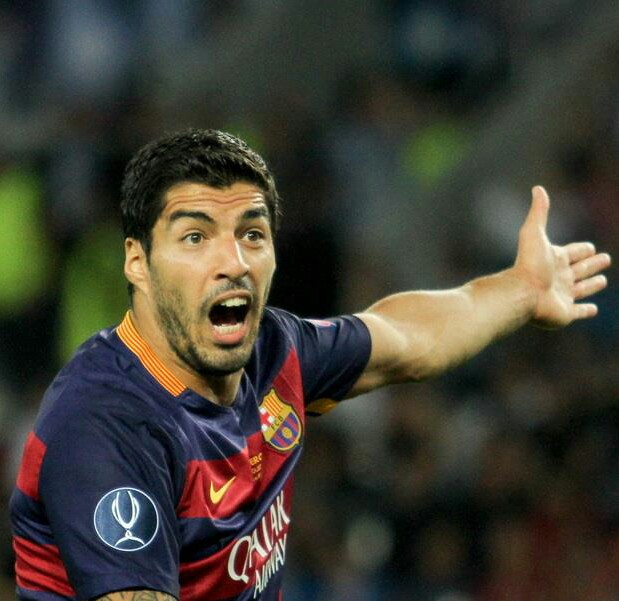
Найкращий бомбардир та найкращий гравець турніру Луїс Суарес.

| Місце | Гравець         | Клуб                 | Голів |
| ----- | --------------- | -------------------- | ----- |
| 1     | Луїс Суарес     | «Барселона»          | 5     |
| 2     | Паулінью        | «Гуанчжоу Евергранд» | 2     |
| 2     | Дуглас          | «Санфрече Хіросіма»  | 2     |
| 2     | Цукаса Сіотані  | «Санфрече Хіросіма»  | 2     |
| 5     | Даріо Бенедетто | «Америка»            | 1     |
| 5     | Орібе Перальта  | «Америка»            | 1     |
| 5     | Мартін Суньїга  | «Америка»            | 1     |
| 5     | Ліонель Мессі   | «Барселона»          | 1     |
| 5     | Чжен Лон        | «Гуанчжоу Евергранд» | 1     |
| 5     | Рейнфорд Калаба | ТП Мазембе           | 1     |
| 5     | Лукас Аларіо    | «Рівер Плейт»        | 1     |
| 5     | Такума Асано    | «Санфрече Хіросіма»  | 1     |
| 5     | Кадзухіко Тіба  | «Санфрече Хіросіма»  | 1     |
| 5     | Юсуке Мінагава  | «Санфрече Хіросіма»  | 1     |

## Фінальний результат
| М. | Клуб                 | Конфедерація | І | В | Н | П | ГЗ | ГП | РГ | Преміальні  |
| -- | -------------------- | ------------ | - | - | - | - | -- | -- | -- | ----------- |
| 1  | «Барселона»          | УЄФА         | 2 | 2 | 0 | 0 | 6  | 0  | +6 | 5 000 000 $ |
| 2  | «Рівер Плейт»        | КОНМЕБОЛ     | 2 | 1 | 0 | 1 | 1  | 3  | -2 | 4 000 000 $ |
| 3  | «Санфрече Хіросіма»  | АФК          | 4 | 3 | 0 | 1 | 7  | 2  | +5 | 2 500 000 $ |
| 4  | «Гуанчжоу Евергранд» | АФК          | 3 | 1 | 0 | 2 | 3  | 6  | -3 | 2 000 000 $ |
| 5  | «Америка»            | КОНКАКАФ     | 2 | 1 | 0 | 1 | 3  | 3  | 0  | 1 500 000 $ |
| 6  | «ТП Мазембе»         | КАФ          | 2 | 0 | 0 | 2 | 1  | 5  | -4 | 1 000 000 $ |
| 7  | «Окленд Сіті»        | ОФК          | 1 | 0 | 0 | 1 | 0  | 2  | -2 | 500 000 $   |

### Нагороди
| Золотий м'яч              | Срібний м'яч                | Бронзовий м'яч               |
| ------------------------- | --------------------------- | ---------------------------- |
| Луїс Суарес («Барселона») | Ліонель Мессі («Барселона») | Андрес Іньєста («Барселона») |
| Нагорода Fair Play        |                             |                              |
| «Барселона»               |                             |                              |